# Io non protesto, io amo
Io non protesto, io amo è un film musicarello del 1967 diretto da Ferdinando Baldi.
È il primo film interpretato da Enrico Montesano.

## Trama
Una giovane maestra usa un metodo pedagogico canoro ma la novità non piace a un barone del posto.

## Critica
«Ingenuità sentimentali... molti numeri musicali.» *